# Marcelo Bielsa
Marcelo Alberto Bielsa Caldera, noto semplicemente come Marcelo Bielsa (Rosario, 21 luglio 1955), è un allenatore di calcio ed ex calciatore argentino, di ruolo difensore, commissario tecnico della nazionale uruguaiana.
È noto per il carattere eccentrico e le numerose stranezze comportamentali, che lo hanno portato ad essere soprannominato El Loco (in italiano Il Pazzo), sebbene venga considerato come uno dei migliori allenatori sudamericani della storia e possegga numerosi estimatori in tutto il mondo; nell'arco della sua trentennale carriera si è distinto per un approccio metodico, quasi scientifico, al gioco del calcio.
In carriera ha vinto tre campionati argentini (1990, 1992 e 1998) e la medaglia d'oro al Torneo olimpico di Atene 2004. In virtù del contributo offerto nelle vesti di calciatore ed allenatore, la squadra argentina del Newell's Old Boys gli ha intitolato il proprio stadio casalingo.

## Biografia
I Bielsa sono una famiglia di giuristi; i fratelli di Marcelo, Rafael e Maria, sono dei politici. Da giovane il futuro allenatore era un ragazzo studioso e con l'opportunità di leggere molti libri, anche grazie alla grande collezione posseduta del nonno; vi sono opinioni discordi riguardo all'apprezzamento (o meno) per la passione calcistica del figlio da parte del padre.
Gestì un'edicola a Rosario per 10 anni, per poter leggere sui giornali vari risultati calcistici e studiare le tattiche manageriali dei suoi idoli César Luis Menotti e Carlos Bilardo, i commissari tecnici dell'Argentina campione del mondo nel 1978 e nel 1986. Approfondì inoltre lo stile di gioco della nazionale di calcio olandese attraverso videocassette mandate da un conoscente.

## Caratteristiche
Bielsa, che ha iniziato ad allenare nel Newell's Old Boys, squadra della sua città natale Rosario, è considerato un innovatore del calcio moderno; tattico ossessivo e personaggio sopra le righe, ha fatto del gioco dinamico ed offensivo, adottando il modulo 3-3-1-3 con la variante del 3-3-3-1, un vero e proprio dogma, espresso alla guida delle nazionali di Argentina e Cile, oltre che nell'Athletic Bilbao e nell'Olympique Marsiglia.
Nel modulo 3-3-3-1, introdotto dal tecnico argentino e suo autentico marchio di fabbrica, i giocatori sono così disposti: 3 difensori (1 libero con 2 fermi su ogni lato), 3 centrocampisti (1 centrocampista centrale con 2 laterali), 3 trequartisti (1 fantasista al centro e 2 ali ai lati) e 1 centravanti. Il modulo 3-3-3-1 di Bielsa permette rapidi capovolgimenti di fronte, utilizzando calciatori in grado di interpretare al meglio le fasi sia difensiva che offensiva, e stabilisce superiorità numerica in ogni parte del campo, dal momento che con tale schieramento la squadra può difendere con sette giocatori, attaccare con altrettanti o cercare di mantenere il risultato con sei uomini a centrocampo. Per poter attuare il 3-3-3-1, tutti gli elementi devono saper impostare rapidamente ed attaccare gli spazi in fase di possesso palla, mentre in quella di non possesso tutti i giocatori devono recuperare la palla aggredendo e pressando gli avversarsi, mantenendo sempre un ritmo di gara elevato ed una grande compattezza di squadra.
Questa filosofia di gioco influenzerà nel panorama calcistico internazionale diversi tecnici, in buona parte di nazionalità argentina ed ex calciatori allenati da Bielsa, ad esempio Gerardo Martino, Eduardo Berizzo, Mauricio Pochettino, Matías Almeyda e Marcelo Gallardo. Nel 2012 l'allenatore spagnolo Josep Guardiola, che ha dichiarato di vedere in Bielsa un ispiratore tattico, ha definito l'allenatore argentino come il "miglior tecnico del mondo". Altro "discepolo" del Loco è l'allenatore suo connazionale Jorge Sampaoli, il quale iniziò la propria carriera nella stessa squadra di Bielsa.
Bielsa è noto per la visione e la raccolta di numerosi filmati di partite di calcio, con i quali analizza e studia ogni singolo giocatore, avvalendosi anche di programmi statistici e altri strumenti tecnologici in fase di preparazione delle partite.
Pur essendo un allenatore poco disponibile a concedere interviste esclusive, le conferenze stampa sono il suo metodo di comunicazione preferito.

## Carriera

### Gli esordi

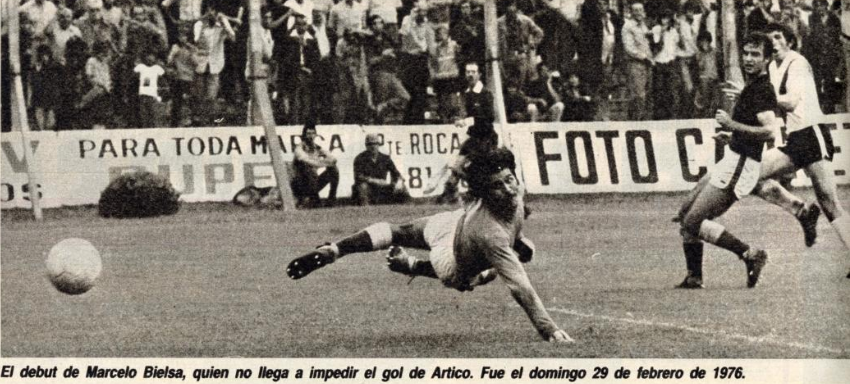
Bielsa al debutto da calciatore nel 1976

Dopo aver smesso di giocare all'età di 25 anni, dopo soli tre anni di carriera sul campo, intraprende la carriera da allenatore, prima come vice della prima squadra e poi come guida delle selezioni giovanili del Newell's Old Boys, dove forgia alcuni giovani che diventeranno conosciuti a livello internazionale, tra cui Néstor Sensini, Abel Balbo, Mauricio Pochettino e Gabriel Batistuta, scoperti durante lunghi viaggi da lui intrapresi in tutta l'Argentina sulla sua Fiat 147.

### Newell's Old Boys
Nel 1990 gli viene affidata la prima squadra del Newell's e porta con sé gran parte della formazione giovanile; vince il campionato di Apertura 1990 e di Clausura 1992 e perde solo ai rigori la finale di Coppa Libertadores 1992 contro i brasiliani del San Paolo.
Per le sue vittorie e imprese con il club di Rosario gli verrà poi intitolato lo stadio della squadra, che fino ad allora non aveva un vero e proprio nome.

### Atlas Guadalajara
Nel 1993 si trasferisce in Messico, all'Atlas Guadalajara; qui scopre, nei suoi consueti viaggi d'osservazione, il difensore Rafael Márquez, da alcuni considerato il miglior calciatore messicano della storia.
Il sistema di scouting ideato da Bielsa in Messico, capace di osservare circa ventimila calciatori all'anno, consisteva nell'organizzare tornei in più di duemila città e successivamente scegliere quindici calciatori da ognuno di questi; si tratta di una metodologia utilizzata ancora oggi.

### Club América
Tra il 1995 e il 1996 siede sulla panchina del Club América.

### Vélez Sarsfield
Nel 1997 ritorna in Argentina per guidare il Vélez Sarsfield, con cui vince il campionato di Clausura 1998.

### Espanyol
Nel 1998 viene nominato nuovo allenatore degli spagnoli dell'Espanyol, ma nel mese di novembre lascia l'incarico per passare alla panchina della nazionale argentina.

### Nazionale argentina
Con la nazionale argentina vince il girone sudamericano di qualificazione al Campionato mondiale 2002, ma non va oltre il primo turno, eliminato da Svezia e Inghilterra.
A Bielsa viene data una seconda chance per poter condurre l'Argentina a grandi vittorie e rimane quindi CT dell'Albiceleste, con cui giunge al secondo posto nella Copa América 2004, sconfitto in finale dal Brasile ai calci di rigore, e vince la medaglia d'oro al Torneo olimpico di Atene 2004 contro il Paraguay; al termine della competizione rassegna però le dimissioni, lasciando l'incarico a José Pekerman.

### Nazionale cilena
Dopo tre anni di inattività, nel 2007 assume la guida della nazionale cilena, che porta ad una brillante qualificazione per il campionato del mondo 2010 grazie al secondo posto nel girone sudamericano (dopo aver inoltre battuto l'Argentina). I cileni raccolgono ben 33 punti, uno in meno del Brasile. Nella rassegna iridata, sotto la sua guida, il Cile è riuscito dapprima a vincere la sua prima partita in un Mondiale dopo 48 anni (1-0 contro l'Honduras) e poi a superare la fase a gironi, ma si è fermato agli ottavi di finale contro il Brasile, risultato comunque storico per la compagine cilena, che non aveva mai vinto due partite in una fase finale del mondiale e solo una volta era riuscita ad arrivare agli ottavi.
Il 2 agosto 2010 prolunga il suo contratto da C.T. fino al 2015 con opzione di svincolo nel 2011 in seguito alle elezioni federali cilene. Il 24 febbraio 2011 infatti si svincola per alcuni dissidi e gli subentra il connazionale Claudio Borghi. 
Il giorno delle sue dimissioni, in Cile i telegiornali interrompono le trasmissioni e vanno in onda con un'edizione speciale per annunciare la notizia.
È considerato una leggenda in Cile, per aver vinto 34 delle 66 sfide disputate da commissario tecnico della nazionale. Ha allenato anche la nazionale cilena Under 23 durante il Torneo di Tolone 2008, conducendola fino alla finale persa contro l'Italia.
Le idee ed il lavoro di Bielsa getteranno le basi per il Cile che vincerà due volte la Copa América sotto la guida dell'"allievo" del Loco Jorge Sampaoli.

### Athletic Bilbao

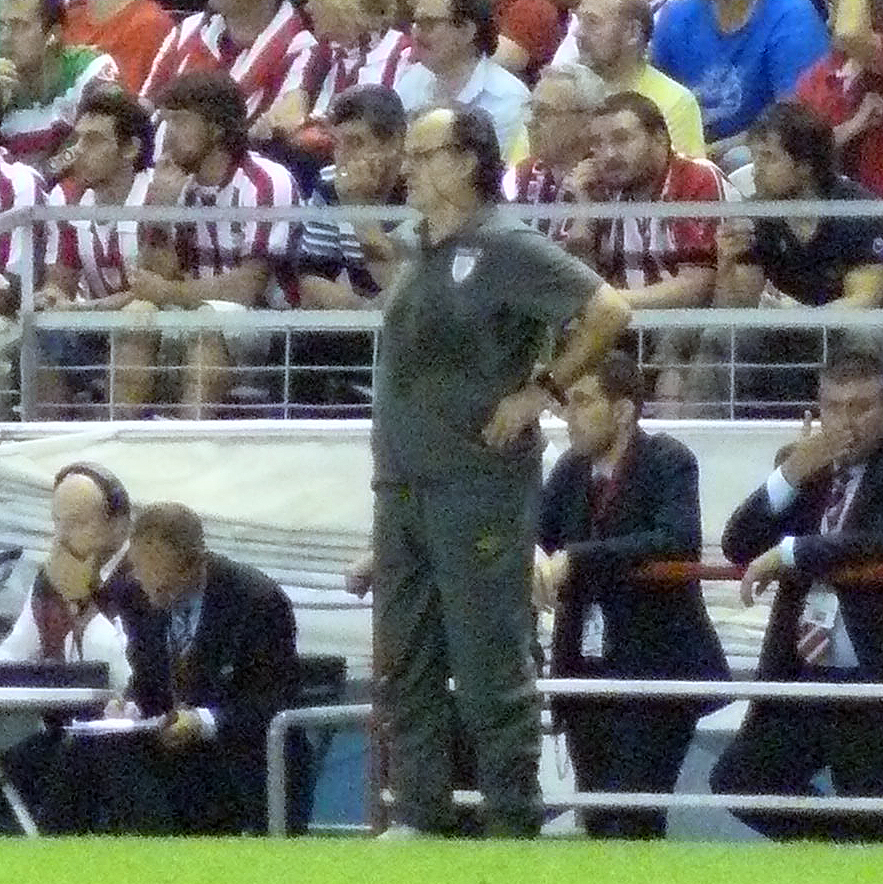
Bielsa all'Athletic Bilbao nel 2011

Il 12 luglio 2011 diventa l'allenatore dell'Athletic Bilbao con un ingaggio da 2,5 milioni l'anno, raggiungendo la finale di Copa del Rey in Spagna e di Europa League in Europa, dopo aver superato squadre come Paris Saint-Germain, Manchester United e Schalke 04. Il 9 maggio 2012 perde la finale di Europa League nel derby spagnolo con l'Atlético Madrid per 0-3. Il 25 maggio 2012 perde anche la finale di Copa del Rey con il Barcellona per 3-0; qui si verifica uno degli incontri con un altro allenatore che prova molta stima per lui: Pep Guardiola. Chiuderà il campionato al 10º posto.
Nella seconda stagione sulla panchina dei baschi la squadra ha un calo e in campionato arriverà solo al 12º posto. Il 7 giugno 2013 l'Athletic Bilbao comunica la volontà di non rinnovare il contratto con Bielsa, che quindi diventa libero di firmare per un'altra società.

### Olympique Marsiglia
Il 27 maggio 2014 firma un contratto biennale con i francesi dell'Olympique Marsiglia.
Dopo essere stato a lungo in vetta alla classifica, un crollo nella seconda parte di stagione porta l'OM a chiudere il campionato in quarta posizione, qualificandosi comunque alla UEFA Europa League.

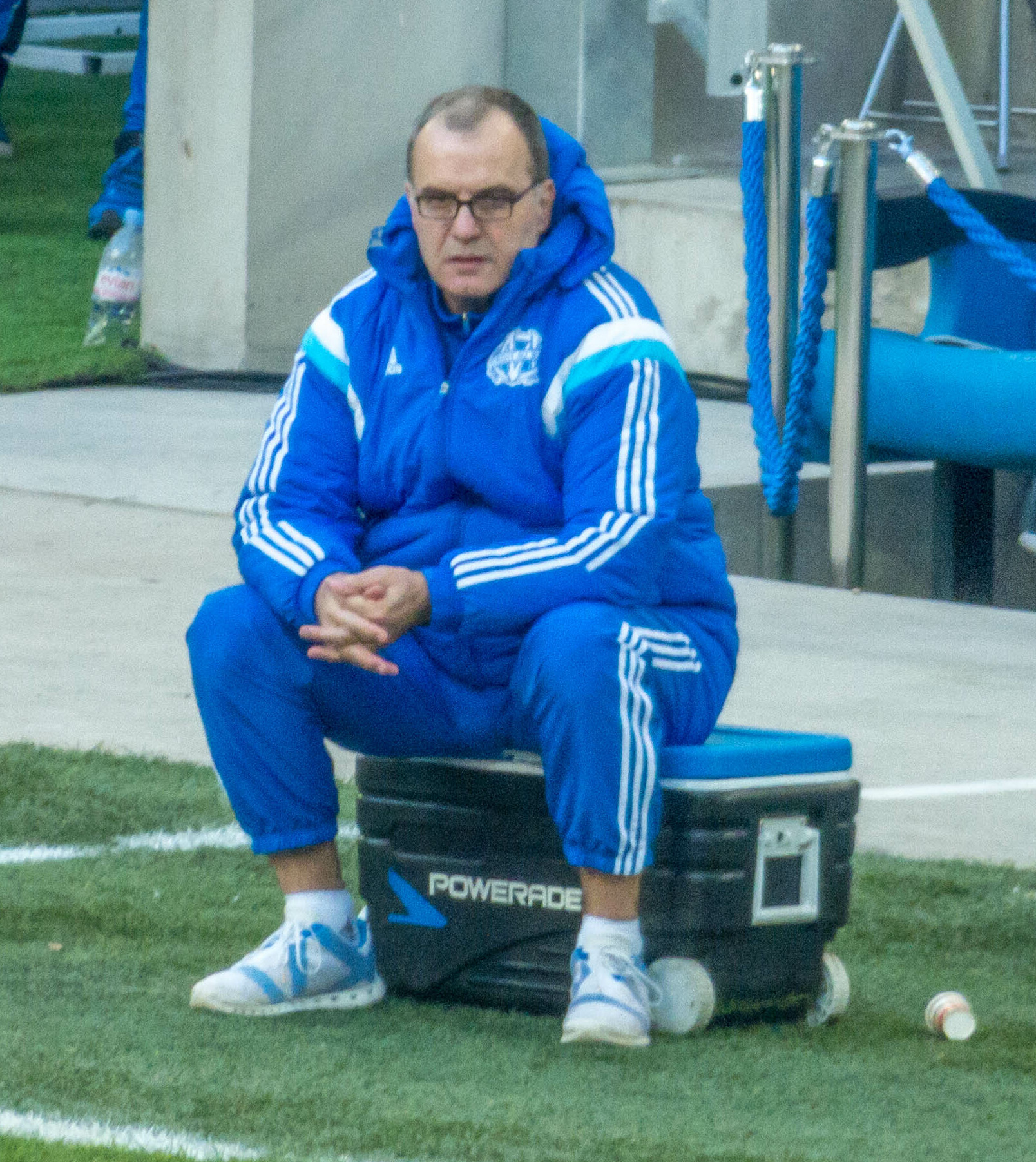
Bielsa al Marsiglia nel 2015

L'8 agosto 2015, a sorpresa, Bielsa annuncia le sue dimissioni da allenatore del Marsiglia in seguito alla sconfitta interna contro il Caen (0-1) nella prima giornata di Ligue 1; il tecnico si lamentava di alcuni termini inseriti nel suo contratto.

### Parentesi Lazio
Il 6 luglio 2016 viene ufficializzato il suo ingaggio da parte della Lazio. Due giorni dopo, la stessa società romana annuncia le dimissioni del tecnico argentino, con il conseguente ritorno in panchina di Simone Inzaghi. Bielsa ha motivato la sua decisione dichiarando che il presidente Claudio Lotito non avrebbe rispettato le promesse di calciomercato relative all'acquisto di almeno quattro giocatori prima del 5 luglio, data prossima alla partenza per il ritiro di Auronzo di Cadore.

### Lilla
Il 1º luglio 2017 annuncia di aver sottoscritto un contratto biennale con il Lilla, squadra militante in Ligue 1. Il 15 dicembre seguente viene licenziato per giusta causa dopo essere andato in Cile senza l'autorizzazione della società per far visita ad un vecchio amico malato terminale; al momento del suo allontanamento, il Lilla si trovava al terzultimo posto in classifica con soli quindici punti in diciassette partite.

### Leeds United
Il 15 giugno 2018 viene nominato nuovo allenatore del Leeds United, ambizioso club militante in Football League Championship, secondo livello del campionato inglese, con cui firma un contratto fino al 2021. Nella prima stagione alla guida degli Whites, dopo essere stato per gran parte del campionato nelle prime due posizioni utili per la promozione diretta, chiude la regular season al terzo posto in classifica e viene eliminato in semifinale dei play-off dal Derby County di Frank Lampard. Nella seconda stagione, conduce il Leeds United alla promozione in Premier League con due turni d'anticipo, riportando il club nella massima serie inglese a sedici anni di distanza dall'ultima volta.
Oltre alla promozione, Bielsa ottiene anche la vittoria della Football League Championship per la quarta volta nella storia degli Whites. Nel campionato 2020-2021 ottiene facilmente la salvezza e termina infine al nono posto, a soli tre punti dalla qualificazione in Europa Conference League. Il 12 agosto 2021 rinnova il contratto con i Peacocks per un'altra stagione.
Il 27 febbraio 2022 viene esonerato dopo la sconfitta con il Tottenham per 0-4 e dopo una serie di quattro sconfitte consecutive nelle quali il Leeds subisce 17 gol a fronte di 2 gol segnati. Lascia la squadra dopo 26 partite di campionato a 23 punti e al sedicesimo posto in classifica con, rispettivamente, uno e due punti di vantaggio sulle immediate inseguitrici Everton e Burnley (sebbene tali squadre si trovino entrambe con due partite in meno rispetto al Leeds). Nonostante la crisi di risultati, i tifosi hanno continuato ad intonare cori in favore di Bielsa e a celebrare l'allenatore argentino anche dopo il suo esonero; al suo posto viene ingaggiato Jesse Marsch.

### Nazionale uruguaiana
Il 15 maggio 2023 viene annunciato come nuovo commissario tecnico dell'Uruguay.

## Statistiche

### Club
Statistiche parziali aggiornate al 26 febbraio 2022; in grassetto le competizioni vinte.
| Stagione                   | Squadra                    | Campionato                 | Campionato | Campionato | Campionato | Campionato | Coppe nazionali | Coppe nazionali | Coppe nazionali | Coppe nazionali | Coppe nazionali | Coppe continentali | Coppe continentali | Coppe continentali | Coppe continentali | Coppe continentali | Altre coppe | Altre coppe | Altre coppe | Altre coppe | Altre coppe | Totale | Totale | Totale | Totale | % Vittorie | Piazzamento |
| Stagione                   | Squadra                    | Comp                       | G          | V          | N          | P          | Comp            | G               | V               | N               | P               | Comp               | G                  | V                  | N                  | P                  | Comp        | G           | V           | N           | P           | G      | V      | N      | P      | %          | Piazzamento |
| -------------------------- | -------------------------- | -------------------------- | ---------- | ---------- | ---------- | ---------- | --------------- | --------------- | --------------- | --------------- | --------------- | ------------------ | ------------------ | ------------------ | ------------------ | ------------------ | ----------- | ----------- | ----------- | ----------- | ----------- | ------ | ------ | ------ | ------ | ---------- | ----------- |
| 1990-1991                  | Newell's Old Boys          | A+C                        | 19+19+2    | 11+6+1     | 6+8+0      | 2+5+1      | -               | -               | -               | -               | -               | -                  | -                  | -                  | -                  | -                  | -           | -           | -           | -           | -           | 40     | 18     | 14     | 8      | 45,00      | 1º+8°       |
| 1991-1992                  | Newell's Old Boys          | A+C                        | 19+19      | 3+11       | 9+7        | 7+1        | -               | -               | -               | -               | -               | CL                 | 16                 | 7                  | 7                  | 2                  | LPré-L      | 4           | 1           | 1           | 2           | 58     | 22     | 24     | 12     | 37,93      | 18°+1º      |
| Totale Newell's Old Boys   | Totale Newell's Old Boys   | Totale Newell's Old Boys   | 78         | 32         | 30         | 16         |                 | -               | -               | -               | -               |                    | 16                 | 7                  | 7                  | 2                  |             | 4           | 1           | 1           | 2           | 98     | 40     | 38     | 20     | 40,82      |             |
| 1993-1994                  | Atlas                      | PD                         | 40         | 17         | 11         | 12         | CM              | -               | -               | -               | -               | -                  | -                  | -                  | -                  | -                  | -           | -           | -           | -           | -           | 40     | 17     | 11     | 12     | 42,50      | 5º          |
| 1994-1995                  | Atlas                      | PD                         | 36         | 12         | 8          | 16         | CM              | 1               | 0               | 1               | 0               | -                  | -                  | -                  | -                  | -                  | -           | -           | -           | -           | -           | 37     | 12     | 9      | 16     | 32,43      | 13º         |
| Totale Atlas               | Totale Atlas               | Totale Atlas               | 76         | 29         | 19         | 28         |                 | 1               | 0               | 1               | 0               |                    | -                  | -                  | -                  | -                  |             | -           | -           | -           | -           | 77     | 29     | 20     | 28     | 37,66      |             |
| 1995-1996                  | América                    | PD                         | 32         | 10         | 14         | 8          | CM              | 1               | 0               | 0               | 1               | -                  | -                  | -                  | -                  | -                  | -           | -           | -           | -           | -           | 33     | 10     | 14     | 9      | 30,30      | 3º          |
| 1997-1998                  | Vélez Sarsfield            | A+C                        | 19+19      | 8+14       | 8+4        | 3+1        | -               | -               | -               | -               | -               | -                  | -                  | -                  | -                  | -                  | SS          | 6           | 1           | 2           | 3           | 44     | 23     | 14     | 7      | 52,27      | 4°+1º       |
| ago.-nov. 1998             | Espanyol                   | PD                         | 6          | 1          | 2          | 3          | CR              | -               | -               | -               | -               | Int.               | 6                  | 2                  | 1                  | 3                  | -           | -           | -           | -           | -           | 12     | 3      | 3      | 6      | 25,00      | Dimiss.     |
| 2011-2012                  | Athletic Bilbao            | PD                         | 38         | 12         | 13         | 13         | CR              | 9               | 7               | 1               | 1               | UEL                | 15                 | 9                  | 2                  | 4                  | -           | -           | -           | -           | -           | 62     | 28     | 16     | 18     | 45,16      | 10º         |
| 2012-2013                  | Athletic Bilbao            | PD                         | 38         | 12         | 9          | 17         | CR              | 2               | 0               | 2               | 0               | UEL                | 10                 | 3                  | 3                  | 4                  | -           | -           | -           | -           | -           | 50     | 15     | 14     | 21     | 30,00      | 12º         |
| Totale Athletic Bilbao     | Totale Athletic Bilbao     | Totale Athletic Bilbao     | 76         | 24         | 22         | 30         |                 | 11              | 7               | 3               | 1               |                    | 25                 | 12                 | 5                  | 8                  |             | -           | -           | -           | -           | 112    | 43     | 30     | 39     | 38,39      |             |
| 2014-2015                  | Olympique Marsiglia        | L1                         | 38         | 21         | 6          | 11         | CF+CdL          | 1+1             | 0+0             | 1+0             | 0+1             | -                  | -                  | -                  | -                  |                    | -           | -           | -           | -           | -           | 40     | 21     | 7      | 12     | 52,50      | 4º          |
| ago. 2015                  | Olympique Marsiglia        | L1                         | 1          | 0          | 0          | 1          | CF+CdL          | -               | -               | -               | -               | UEL                | -                  | -                  | -                  | -                  | -           | -           | -           | -           | -           | 1      | 0      | 0      | 1      | &0,00      | Dimiss.     |
| Totale Olympique Marsiglia | Totale Olympique Marsiglia | Totale Olympique Marsiglia | 39         | 21         | 6          | 12         |                 | 2               | 0               | 1               | 1               |                    | -                  | -                  | -                  | -                  |             | -           | -           | -           | -           | 41     | 21     | 7      | 13     | 51,22      |             |
| ago.-nov. 2017             | Lilla                      | L1                         | 13         | 3          | 3          | 7          | CF+CdL          | 0+1             | 1               | 0               | 0               | -                  | -                  | -                  | -                  | -                  | -           | -           | -           | -           | -           | 14     | 4      | 3      | 7      | 28,57      | Eson.       |
| 2018-2019                  | Leeds Utd                  | FLC                        | 46+2       | 25+1       | 8+0        | 13+1       | FACup+CdL       | 1+2             | 0+1             | 0+0             | 1+1             | -                  | -                  | -                  | -                  | -                  | -           | -           | -           | -           | -           | 51     | 27     | 8      | 16     | 52,94      | 3º          |
| 2019-2020                  | Leeds Utd                  | FLC                        | 46         | 28         | 9          | 9          | FACup+CdL       | 1+2             | 0+1             | 0+1             | 1+0             | -                  | -                  | -                  | -                  | -                  | -           | -           | -           | -           | -           | 49     | 29     | 10     | 10     | 59,18      | 1º          |
| 2020-2021                  | Leeds Utd                  | PL                         | 38         | 18         | 5          | 15         | FACup+CdL       | 1+1             | 0+0             | 0+1             | 1+0             | -                  | -                  | -                  | -                  | -                  | -           | -           | -           | -           | -           | 40     | 18     | 6      | 16     | 45,00      | 9º          |
| 2021-feb. 2022             | Leeds Utd                  | PL                         | 26         | 5          | 8          | 13         | FACup+CdL       | 1+3             | 0+1             | 0+1             | 0+2             | -                  | -                  | -                  | -                  | -                  | -           | -           | -           | -           | -           | 31     | 6      | 9      | 16     | 19,35      | Eson.       |
| Totale Leeds               | Totale Leeds               | Totale Leeds               | 158        | 77         | 30         | 51         |                 | 12              | 3               | 3               | 6               |                    | -                  | -                  | -                  | -                  |             | -           | -           | -           | -           | 170    | 80     | 33     | 57     | 47,06      |             |
| Totale carriera            | Totale carriera            | Totale carriera            | 516        | 219        | 138        | 159        |                 | 28              | 11              | 8               | 9               |                    | 47                 | 21                 | 13                 | 13                 |             | 10          | 2           | 3           | 5           | 601    | 253    | 162    | 186    | 42,10      |             |

### Nazionale
Statistiche aggiornate al 25 marzo 2025.
| Squadra   | Naz                  | dal             | al                | Record | Record | Record | Record | Record | Record | Record | Record     |
| Squadra   | Naz                  | dal             | al                | G      | V      | N      | P      | GF     | GS     | DR     | % Vittorie |
| --------- | -------------------- | --------------- | ----------------- | ------ | ------ | ------ | ------ | ------ | ------ | ------ | ---------- |
| Argentina | Argentina (bandiera) | 20 ottobre 1998 | 15 settembre 2004 | 69     | 43     | 16     | 10     | 127    | 61     | +66    | 62,32      |
| Cile      | Cile (bandiera)      | 10 agosto 2007  | 4 febbraio 2011   | 51     | 28     | 8      | 15     | 69     | 49     | +20    | 54,90      |
| Uruguay   | Uruguay (bandiera)   | 15 maggio 2023  | in corso          | 27     | 11     | 11     | 5      | 41     | 19     | +22    | 40,74      |
| Totale    | Totale               | Totale          | Totale            | 147    | 82     | 35     | 30     | 237    | 129    | +108   | 55,78      |

#### Nazionale argentina nel dettaglio
| 1999             | Argentina        | Copa América 1999   | Quarti di finale           | 4  | 2  | 0  | 2  | 50,00 | 6   | 6  | 0   |
| 2000             | Argentina        | Qual. Mondiale 2002 | 1º nel Girone, qualificato | 10 | 8  | 1  | 1  | 80,00 | 22  | 8  | +14 |
| 2001             | Argentina        | Qual. Mondiale 2002 | 1º nel Girone, qualificato | 8  | 5  | 3  | 0  | 62,50 | 20  | 7  | +13 |
| 2002             | Argentina        | Mondiale 2002       | Fase a gironi              | 3  | 1  | 1  | 1  | 33,33 | 2   | 2  | 0   |
| 2003             | Argentina        | Qual. Mondiale 2006 | Esonerato durante la fase  | 4  | 3  | 1  | 0  | 75,00 | 11  | 2  | +9  |
| gen.-set. 2004   | Argentina        | Qual. Mondiale 2006 | Esonerato durante la fase  | 4  | 2  | 1  | 1  | 50,00 | 5   | 4  | +1  |
| 2004             | Argentina        | Copa América 2004   | Finalista                  | 6  | 4  | 1  | 1  | 66,67 | 16  | 6  | +10 |
| Dal 1998 al 2004 | Argentina        | Amichevoli          |                            | 30 | 18 | 8  | 4  | 60,00 | 45  | 26 | +19 |
| Totale Argentina | Totale Argentina | Totale Argentina    | Totale Argentina           | 69 | 43 | 16 | 10 | 62,32 | 127 | 61 | +66 |

#### Panchine da commissario tecnico della nazionale argentina[30]
| Cronologia completa delle presenze e delle reti in nazionale ― Argentina | Cronologia completa delle presenze e delle reti in nazionale ― Argentina | Cronologia completa delle presenze e delle reti in nazionale ― Argentina | Cronologia completa delle presenze e delle reti in nazionale ― Argentina | Cronologia completa delle presenze e delle reti in nazionale ― Argentina | Cronologia completa delle presenze e delle reti in nazionale ― Argentina | Cronologia completa delle presenze e delle reti in nazionale ― Argentina           | Cronologia completa delle presenze e delle reti in nazionale ― Argentina |
| Data                                                                     | Città                                                                    | In casa                                                                  | Risultato                                                                | Ospiti                                                                   | Competizione                                                             | Reti                                                                               | Note                                                                     |
| ------------------------------------------------------------------------ | ------------------------------------------------------------------------ | ------------------------------------------------------------------------ | ------------------------------------------------------------------------ | ------------------------------------------------------------------------ | ------------------------------------------------------------------------ | ---------------------------------------------------------------------------------- | ------------------------------------------------------------------------ |
| 3-2-1999                                                                 | Maracaibo                                                                | Venezuela                                                                | 0 – 2                                                                    | Argentina                                                                | Amichevole                                                               | Walter Samuel Marcelo Gallardo                                                     | Cap: E.Berizzo                                                           |
| 10-2-1999                                                                | Los Angeles                                                              | Messico                                                                  | 0 – 1                                                                    | Argentina                                                                | Amichevole                                                               | Juan Pablo Sorín                                                                   | Cap: E.Berizzo                                                           |
| 31-3-1999                                                                | Amsterdam                                                                | Paesi Bassi                                                              | 1 – 1                                                                    | Argentina                                                                | Amichevole                                                               | Gabriel Batistuta                                                                  | Cap: N.Sensini                                                           |
| 9-6-1999                                                                 | Chicago                                                                  | Argentina                                                                | 2 – 2                                                                    | Messico                                                                  | Reebok Cup                                                               | Julio Cruz Gustavo López                                                           | Cap: R.Ayala                                                             |
| 13-6-1999                                                                | Washington                                                               | Stati Uniti                                                              | 1 – 0                                                                    | Argentina                                                                | Amichevole                                                               | -                                                                                  | Cap: R.Ayala                                                             |
| 26-6-1999                                                                | Buenos Aires                                                             | Argentina                                                                | 0 – 0                                                                    | Lituania                                                                 | Amichevole                                                               | -                                                                                  | Cap: R.Ayala                                                             |
| 1-7-1999                                                                 | Luque                                                                    | Argentina                                                                | 3 – 1                                                                    | Ecuador                                                                  | Coppa America 1999 - 1º turno                                            | Diego Simeone 2 Martin Palermo                                                     | Cap: R.Ayala                                                             |
| 4-7-1999                                                                 | Luque                                                                    | Colombia                                                                 | 3 – 0                                                                    | Argentina                                                                | Coppa America 1999 - 1º turno                                            | -                                                                                  | Cap: R.Ayala                                                             |
| 7-7-1999                                                                 | Luque                                                                    | Argentina                                                                | 2 – 0                                                                    | Uruguay                                                                  | Coppa America 1999 - 1º turno                                            | Kily González Martin Palermo                                                       | Cap: R.Ayala                                                             |
| 11-7-1999                                                                | Ciudad del Este                                                          | Brasile                                                                  | 2 – 1                                                                    | Argentina                                                                | Coppa America 1999 - Quarti di finale                                    | Juan Pablo Sorín                                                                   | Cap: R.Ayala                                                             |
| 4-9-1999                                                                 | Buenos Aires                                                             | Argentina                                                                | 2 – 0                                                                    | Brasile                                                                  | Coca Cola Cup                                                            | Juan Sebastián Verón Hernan Crespo                                                 | Cap: R.Ayala                                                             |
| 7-9-1999                                                                 | Porto Alegre                                                             | Brasile                                                                  | 4 – 2                                                                    | Argentina                                                                | Amichevole                                                               | Roberto Ayala Ariel Ortega                                                         | Cap: R.Ayala                                                             |
| 13-10-1999                                                               | Córdoba                                                                  | Argentina                                                                | 2 – 1                                                                    | Colombia                                                                 | Amichevole                                                               | Gabriel Batistuta Ariel Ortega                                                     | Cap: R.Ayala                                                             |
| 17-11-1999                                                               | Siviglia                                                                 | Spagna                                                                   | 0 – 2                                                                    | Argentina                                                                | Amichevole                                                               | Kily González Mauricio Pochettino                                                  | Cap: N.Sensini                                                           |
| 23-2-2000                                                                | Londra                                                                   | Inghilterra                                                              | 0 – 0                                                                    | Argentina                                                                | Amichevole                                                               | -                                                                                  | Cap: D.Simeone                                                           |
| 29-3-2000                                                                | Buenos Aires                                                             | Argentina                                                                | 4 – 1                                                                    | Cile                                                                     | Qual. Mondiali 2002                                                      | Gabriel Batistuta 2 Juan Sebastián Verón 1 (rig.) Claudio López                    | Cap: G.Batistuta                                                         |
| 26-4-2000                                                                | Maracaibo                                                                | Venezuela                                                                | 0 – 4                                                                    | Argentina                                                                | Qual. Mondiali 2002                                                      | Roberto Ayala 2 Ariel Ortega Hernan Crespo                                         | Cap: N.Sensini                                                           |
| 4-6-2000                                                                 | Buenos Aires                                                             | Argentina                                                                | 1 – 0                                                                    | Bolivia                                                                  | Qual. Mondiali 2002                                                      | Gustavo López                                                                      | Cap: N.Sensini                                                           |
| 29-6-2000                                                                | Bogotà                                                                   | Colombia                                                                 | 1 – 3                                                                    | Argentina                                                                | Qual. Mondiali 2002                                                      | 2 Gabriel Batistuta Hernan Crespo                                                  | Cap: N.Sensini                                                           |
| 19-7-2000                                                                | Buenos Aires                                                             | Argentina                                                                | 2 – 0                                                                    | Ecuador                                                                  | Qual. Mondiali 2002                                                      | Hernan Crespo Claudio López                                                        | Cap: N.Sensini                                                           |
| 26-7-2000                                                                | San Paolo                                                                | Brasile                                                                  | 3 – 1                                                                    | Argentina                                                                | Qual. Mondiali 2002                                                      | Matías Almeyda                                                                     | Cap: N.Sensini                                                           |
| 16-8-2000                                                                | Buenos Aires                                                             | Argentina                                                                | 1 – 1                                                                    | Paraguay                                                                 | Qual. Mondiali 2002                                                      | Pablo Aimar                                                                        | Cap: N.Sensini                                                           |
| 3-9-2000                                                                 | Lima                                                                     | Perù                                                                     | 1 – 2                                                                    | Argentina                                                                | Qual. Mondiali 2002                                                      | Hernan Crespo Juan Sebastián Verón                                                 | Cap: N.Sensini                                                           |
| 8-10-2000                                                                | Buenos Aires                                                             | Argentina                                                                | 2 – 1                                                                    | Uruguay                                                                  | Qual. Mondiali 2002                                                      | Marcelo Gallardo Gabriel Batistuta                                                 | Cap: N.Sensini                                                           |
| 15-11-2000                                                               | Santiago del Cile                                                        | Cile                                                                     | 0 – 2                                                                    | Argentina                                                                | Qual. Mondiali 2002                                                      | Ariel Ortega Claudio Husain                                                        | Cap: N.Sensini                                                           |
| 20-12-2000                                                               | Los Angeles                                                              | Argentina                                                                | 2 – 0                                                                    | Messico                                                                  | Reebok Cup                                                               | Santiago Solari Luciano Galletti                                                   | Cap: D.Simeone                                                           |
| 28-2-2001                                                                | Roma                                                                     | Italia                                                                   | 1 – 2                                                                    | Argentina                                                                | Amichevole                                                               | Kily González Hernan Crespo                                                        | Cap: R.Ayala                                                             |
| 28-3-2001                                                                | Buenos Aires                                                             | Argentina                                                                | 5 – 0                                                                    | Venezuela                                                                | Qual. Mondiali 2002                                                      | Hernan Crespo Juan Pablo Sorín Juan Sebastián Verón Marcelo Gallardo Walter Samuel | Cap: D.Simeone                                                           |
| 25-4-2001                                                                | La Paz                                                                   | Bolivia                                                                  | 3 – 3                                                                    | Argentina                                                                | Qual. Mondiali 2002                                                      | 2 Hernan Crespo Juan Pablo Sorín                                                   | Cap: R.Ayala                                                             |
| 3-6-2001                                                                 | Buenos Aires                                                             | Argentina                                                                | 3 – 0                                                                    | Colombia                                                                 | Qual. Mondiali 2002                                                      | Kily González Claudio López Hernan Crespo                                          | Cap: R.Ayala                                                             |
| 15-8-2001                                                                | Quito                                                                    | Ecuador                                                                  | 0 – 2                                                                    | Argentina                                                                | Qual. Mondiali 2002                                                      | Juan Sebastián Verón Hernan Crespo (rig.)                                          | Cap: R.Ayala                                                             |
| 5-9-2001                                                                 | Buenos Aires                                                             | Argentina                                                                | 2 – 1                                                                    | Brasile                                                                  | Qual. Mondiali 2002                                                      | Marcelo Gallardo autorete                                                          | Cap: R.Ayala                                                             |
| 7-10-2001                                                                | Asunción                                                                 | Paraguay                                                                 | 2 – 2                                                                    | Argentina                                                                | Qual. Mondiali 2002                                                      | Mauricio Pochettino Gabriel Batistuta                                              | Cap: R.Ayala                                                             |
| 8-11-2001                                                                | Buenos Aires                                                             | Argentina                                                                | 2 – 0                                                                    | Perù                                                                     | Qual. Mondiali 2002                                                      | Walter Samuel Claudio López                                                        | Cap: R.Ayala                                                             |
| 14-11-2001                                                               | Montevideo                                                               | Uruguay                                                                  | 1 – 1                                                                    | Argentina                                                                | Qual. Mondiali 2002                                                      | Claudio López                                                                      | Cap: R.Ayala                                                             |
| 13-2-2002                                                                | Cardiff                                                                  | Galles                                                                   | 1 – 1                                                                    | Argentina                                                                | Amichevole                                                               | Julio Cruz                                                                         | Cap: J.Veron                                                             |
| 27-3-2002                                                                | Ginevra                                                                  | Argentina                                                                | 2 – 2                                                                    | Camerun                                                                  | Amichevole                                                               | Juan Sebastián Verón (rig.) Pablo Aimar                                            | Cap: J.Veron                                                             |
| 17-4-2002                                                                | Stoccarda                                                                | Germania                                                                 | 0 – 1                                                                    | Argentina                                                                | Amichevole                                                               | Juan Pablo Sorín                                                                   | Cap: J.Zanetti                                                           |
| 2-6-2002                                                                 | Kashima                                                                  | Argentina                                                                | 1 – 0                                                                    | Nigeria                                                                  | Mondiali 2002 - 1º turno                                                 | Gabriel Batistuta                                                                  | Cap: J.Veron                                                             |
| 7-6-2002                                                                 | Sapporo                                                                  | Argentina                                                                | 0 – 1                                                                    | Inghilterra                                                              | Mondiali 2002 - 1º turno                                                 | -                                                                                  | Cap: J.Veron                                                             |
| 12-6-2002                                                                | Rifu                                                                     | Svezia                                                                   | 1 – 1                                                                    | Argentina                                                                | Mondiali 2002 - 1º turno                                                 | Hernan Crespo                                                                      | Cap: G.Batistuta                                                         |
| 20-11-2002                                                               | Saitama                                                                  | Giappone                                                                 | 0 – 2                                                                    | Argentina                                                                | Coppa Kirin                                                              | Juan Pablo Sorín Hernan Crespo                                                     | Cap: R.Ayala                                                             |
| 31-1-2003                                                                | San Pedro Sula                                                           | Honduras                                                                 | 1 – 3                                                                    | Argentina                                                                | Amichevole                                                               | Diego Milito Lucho Gonzalez Mariano González                                       | Cap: G.Milito                                                            |
| 4-2-2003                                                                 | Los Angeles                                                              | Argentina                                                                | 1 – 0                                                                    | Messico                                                                  | Amichevole                                                               | Gonzalo Rodriguez                                                                  | Cap: N.Burdisso                                                          |
| 9-2-2003                                                                 | Miami                                                                    | Stati Uniti                                                              | 0 – 1                                                                    | Argentina                                                                | Amichevole                                                               | Lucho González                                                                     | Cap: G.Milito                                                            |
| 12-2-2003                                                                | Amsterdam                                                                | Paesi Bassi                                                              | 1 – 0                                                                    | Argentina                                                                | Amichevole                                                               | -                                                                                  | Cap: R.Ayala                                                             |
| 30-4-2003                                                                | Tripoli                                                                  | Libia                                                                    | 1 – 3                                                                    | Argentina                                                                | Amichevole                                                               | Javier Saviola Juan Román Riquelme Pablo Aimar                                     | Cap: J. Sorin                                                            |
| 8-6-2003                                                                 | Osaka                                                                    | Giappone                                                                 | 1 – 4                                                                    | Argentina                                                                | Coppa Kirin                                                              | Javier Saviola Javier Zanetti Bernardo Romeo Maxi Rodriguez                        | Cap: J.Zanetti                                                           |
| 11-6-2003                                                                | Seul                                                                     | Corea del Sud                                                            | 0 – 1                                                                    | Argentina                                                                | Amichevole                                                               | Javier Saviola                                                                     | Cap: J.Zanetti                                                           |
| 16-7-2003                                                                | La Plata                                                                 | Argentina                                                                | 2 – 2                                                                    | Uruguay                                                                  | Amichevole                                                               | 2 Diego Milito                                                                     | Cap: G.Milito                                                            |
| 20-8-2003                                                                | Firenze                                                                  | Uruguay                                                                  | 2 – 3                                                                    | Argentina                                                                | Amichevole                                                               | Juan Sebastián Verón Walter Samuel Andrés D'Alessandro                             | Cap: R.Ayala                                                             |
| 6-9-2003                                                                 | Buenos Aires                                                             | Argentina                                                                | 2 – 2                                                                    | Cile                                                                     | Qual. Mondiali 2006                                                      | Kily González Pablo Aimar                                                          | Cap: R.Ayala                                                             |
| 9-9-2003                                                                 | Caracas                                                                  | Venezuela                                                                | 0 – 3                                                                    | Argentina                                                                | Qual. Mondiali 2006                                                      | Pablo Aimar Hernan Crespo César Delgado                                            | Cap: R.Ayala                                                             |
| 15-11-2003                                                               | Buenos Aires                                                             | Argentina                                                                | 3 – 0                                                                    | Bolivia                                                                  | Qual. Mondiali 2006                                                      | Andrés D'Alessandro Hernan Crespo Pablo Aimar                                      | Cap: R.Ayala                                                             |
| 19-11-2003                                                               | Barranquilla                                                             | Colombia                                                                 | 1 – 1                                                                    | Argentina                                                                | Qual. Mondiali 2006                                                      | Hernan Crespo                                                                      | Cap: R.Ayala                                                             |
| 30-3-2004                                                                | Buenos Aires                                                             | Argentina                                                                | 1 – 0                                                                    | Ecuador                                                                  | Qual. Mondiali 2006                                                      | Hernan Crespo                                                                      | Cap: R.Ayala                                                             |
| 28-4-2004                                                                | Casablanca                                                               | Marocco                                                                  | 0 – 1                                                                    | Argentina                                                                | Amichevole                                                               | Kily González                                                                      | Cap: R.Ayala                                                             |
| 2-6-2004                                                                 | Belo Horizonte                                                           | Brasile                                                                  | 3 – 1                                                                    | Argentina                                                                | Qual. Mondiali 2006                                                      | Juan Pablo Sorín                                                                   | Cap: J.Zanetti                                                           |
| 6-6-2004                                                                 | Buenos Aires                                                             | Argentina                                                                | 0 – 0                                                                    | Paraguay                                                                 | Qual. Mondiali 2006                                                      | -                                                                                  | Cap: R.Ayala                                                             |
| 27-6-2004                                                                | Miami                                                                    | Argentina                                                                | 0 – 2                                                                    | Colombia                                                                 | Amichevole                                                               | -                                                                                  | Cap: R.Ayala                                                             |
| 30-6-2004                                                                | East Rutherford                                                          | Argentina                                                                | 2 – 1                                                                    | Perù                                                                     | Amichevole                                                               | Kily González (rig.) Javier Saviola                                                | Cap: R.Ayala                                                             |
| 7-7-2004                                                                 | Chiclayo                                                                 | Argentina                                                                | 6 – 1                                                                    | Ecuador                                                                  | Coppa America 2004 - 1º turno                                            | Kily González (rig.) 3 Javier Saviola Andrés D'Alessandro Lucho Gonzalez           | Cap: R.Ayala                                                             |
| 10-7-2004                                                                | Chiclayo                                                                 | Messico                                                                  | 1 – 0                                                                    | Argentina                                                                | Coppa America 2004 - 1º turno                                            | -                                                                                  | Cap: R.Ayala                                                             |
| 13-7-2004                                                                | Piura                                                                    | Argentina                                                                | 4 – 2                                                                    | Uruguay                                                                  | Coppa America 2004 - 1º turno                                            | Kily González (rig.) 2 Luciano Figueroa Roberto Ayala                              | Cap: R.Ayala                                                             |
| 17-7-2004                                                                | Chiclayo                                                                 | Perù                                                                     | 0 – 1                                                                    | Argentina                                                                | Coppa America 2004 - Quarti di finale                                    | Carlos Tevez                                                                       | Cap: R.Ayala                                                             |
| 20-7-2004                                                                | Lima                                                                     | Colombia                                                                 | 0 – 3                                                                    | Argentina                                                                | Coppa America 2004 - Semifinale                                          | Carlos Tevez Lucho Gonzalez Juan Pablo Sorín                                       | Cap: J.Zanetti                                                           |
| 25-7-2004                                                                | Lima                                                                     | Argentina                                                                | 2 – 2 dts (2 - 4 dtr)                                                    | Brasile                                                                  | Coppa America 2004 - Finale                                              | Kily González (rig.) César Delgado                                                 | Cap: R.Ayala                                                             |
| 18-8-2004                                                                | Shizuoka                                                                 | Giappone                                                                 | 1 – 2                                                                    | Argentina                                                                | Coppa Kirin                                                              | Luciano Galletti Mario Santana                                                     | Cap: W.Samuel                                                            |
| 4-9-2004                                                                 | Lima                                                                     | Perù                                                                     | 1 – 3                                                                    | Argentina                                                                | Qual. Mondiali 2006                                                      | Mauro Rosales Fabricio Coloccini Juan Pablo Sorín                                  | Cap: J.Zanetti                                                           |
| Totale                                                                   |                                                                          | Presenze                                                                 | 69                                                                       |                                                                          | Reti                                                                     | 127                                                                                |                                                                          |

#### Nazionale cilena nel dettaglio
| 2007             | Cile        | Qual. Mondiale 2010 | 2º nel Girone, qualificato | 4  | 1  | 1 | 2  | 25,00 | 4  | 7  | -3  |
| 2008             | Cile        | Qual. Mondiale 2010 | 2º nel Girone, qualificato | 6  | 4  | 0 | 2  | 66,67 | 10 | 6  | +4  |
| 2009             | Cile        | Qual. Mondiale 2010 | 2º nel Girone, qualificato | 8  | 5  | 2 | 1  | 62,50 | 18 | 9  | +9  |
| 2010             | Cile        | Mondiale 2010       | Ottavi di finale           | 4  | 2  | 1 | 1  | 50,00 | 3  | 5  | -2  |
| Dal 2007 al 2011 | Cile        | Amichevoli          |                            | 29 | 16 | 4 | 9  | 55,17 | 34 | 22 | +12 |
| Totale Cile      | Totale Cile | Totale Cile         | Totale Cile                | 51 | 28 | 8 | 15 | 54,90 | 69 | 49 | +20 |

#### Panchine da commissario tecnico della nazionale cilena
| Cronologia completa delle presenze e delle reti in nazionale ― Cile | Cronologia completa delle presenze e delle reti in nazionale ― Cile | Cronologia completa delle presenze e delle reti in nazionale ― Cile | Cronologia completa delle presenze e delle reti in nazionale ― Cile | Cronologia completa delle presenze e delle reti in nazionale ― Cile | Cronologia completa delle presenze e delle reti in nazionale ― Cile | Cronologia completa delle presenze e delle reti in nazionale ― Cile | Cronologia completa delle presenze e delle reti in nazionale ― Cile |
| Data                                                                | Città                                                               | In casa                                                             | Risultato                                                           | Ospiti                                                              | Competizione                                                        | Reti                                                                | Note                                                                |
| ------------------------------------------------------------------- | ------------------------------------------------------------------- | ------------------------------------------------------------------- | ------------------------------------------------------------------- | ------------------------------------------------------------------- | ------------------------------------------------------------------- | ------------------------------------------------------------------- | ------------------------------------------------------------------- |
| 6-9-2007                                                            | Vienna                                                              | Svizzera                                                            | 2 – 1                                                               | Cile                                                                | Amichevole                                                          | Alexis Sanchez                                                      | Cap: C.Bravo                                                        |
| 11-9-2007                                                           | Vienna                                                              | Austria                                                             | 0 – 2                                                               | Cile                                                                | Amichevole                                                          | Hugo Droguett Eduardo Rubio                                         | Cap: M.Salas                                                        |
| 13-10-2007                                                          | Buenos Aires                                                        | Argentina                                                           | 2 – 0                                                               | Cile                                                                | Qual. Mondiali 2010                                                 | -                                                                   | Cap: C.Bravo                                                        |
| 18-10-2007                                                          | Santiago                                                            | Cile                                                                | 2 – 0                                                               | Perù                                                                | Qual. Mondiali 2010                                                 | Humberto Suazo Matías Fernández                                     | Cap: M.Salas                                                        |
| 18-11-2007                                                          | Montevideo                                                          | Uruguay                                                             | 2 – 2                                                               | Cile                                                                | Qual. Mondiali 2010                                                 | 2 Marcelo Salas 1 (rig.)                                            | Cap: M.Salas                                                        |
| 22-11-2007                                                          | Santiago                                                            | Cile                                                                | 0 – 3                                                               | Paraguay                                                            | Qual. Mondiali 2010                                                 | -                                                                   | Cap: M.Salas                                                        |
| 26-1-2008                                                           | Tokyo                                                               | Giappone                                                            | 0 – 0                                                               | Cile                                                                | Amichevole                                                          | -                                                                   | Cap: M.Iturra                                                       |
| 30-1-2008                                                           | Seul                                                                | Corea del Sud                                                       | 0 – 1                                                               | Cile                                                                | Amichevole                                                          | Gonzalo Fierro                                                      | Cap: M.Iturra                                                       |
| 26-3-2008                                                           | Ramat Gan                                                           | Israele                                                             | 1 – 0                                                               | Cile                                                                | Amichevole                                                          | -                                                                   | Cap: C.Maldonado                                                    |
| 4-6-2008                                                            | Rancagua                                                            | Cile                                                                | 2 – 0                                                               | Guatemala                                                           | Amichevole                                                          | 2 Alexis Sanchez                                                    | Cap: C.Bravo                                                        |
| 7-6-2008                                                            | Valparaíso                                                          | Cile                                                                | 0 – 0                                                               | Panama                                                              | Amichevole                                                          | -                                                                   | Cap: C.Bravo                                                        |
| 15-6-2008                                                           | La Paz                                                              | Bolivia                                                             | 0 – 2                                                               | Cile                                                                | Qual. Mondiali 2010                                                 | 2 Gary Medel                                                        | Cap: C.Bravo                                                        |
| 19-6-2008                                                           | Caracas                                                             | Venezuela                                                           | 2 – 3                                                               | Cile                                                                | Qual. Mondiali 2010                                                 | 2 Humberto Suazo 1 (rig.) Gonzalo Jara                              | Cap: C.Bravo                                                        |
| 20-8-2008                                                           | Kocaeli                                                             | Turchia                                                             | 1 – 0                                                               | Cile                                                                | Amichevole                                                          | -                                                                   | Cap: C.Bravo                                                        |
| 8-9-2008                                                            | Santiago                                                            | Cile                                                                | 0 – 3                                                               | Brasile                                                             | Qual. Mondiali 2010                                                 | -                                                                   | Cap: C.Bravo                                                        |
| 11-9-2008                                                           | Santiago                                                            | Cile                                                                | 4 – 0                                                               | Colombia                                                            | Qual. Mondiali 2010                                                 | Gonzalo Jara Humberto Suazo Ismael Fuentes Matias Fernandez         | Cap: C.Bravo                                                        |
| 24-9-2008                                                           | Carson                                                              | Messico                                                             | 0 – 1                                                               | Cile                                                                | Amichevole                                                          | autorete                                                            | Cap: M.Iturra                                                       |
| 12-10-2008                                                          | Quito                                                               | Ecuador                                                             | 1 – 0                                                               | Cile                                                                | Qual. Mondiali 2010                                                 | -                                                                   | Cap: C.Bravo                                                        |
| 16-10-2008                                                          | Santiago                                                            | Cile                                                                | 1 – 0                                                               | Argentina                                                           | Qual. Mondiali 2010                                                 | Fabian Orellana                                                     | Cap: C.Bravo                                                        |
| 19-11-2008                                                          | Villarreal                                                          | Spagna                                                              | 3 – 0                                                               | Cile                                                                | Amichevole                                                          | -                                                                   | Cap: C.Bravo                                                        |
| 18-1-2009                                                           | Lauderhill                                                          | Honduras                                                            | 2 – 0                                                               | Cile                                                                | Amichevole                                                          | -                                                                   | Cap: M.Iturra                                                       |
| 11-2-2009                                                           | Durban                                                              | Sudafrica                                                           | 0 – 2                                                               | Cile                                                                | Amichevole                                                          | Jorge Valdivia Alexis Sanchez                                       | Cap: C.Bravo                                                        |
| 30-3-2009                                                           | Lima                                                                | Perù                                                                | 1 – 3                                                               | Cile                                                                | Qual. Mondiali 2010                                                 | Alexis Sanchez Humberto Suazo (rig.) Matias Fernandez               | Cap: C.Bravo                                                        |
| 2-4-2009                                                            | Santiago                                                            | Cile                                                                | 0 – 0                                                               | Uruguay                                                             | Qual. Mondiali 2010                                                 | -                                                                   | Cap: C.Bravo                                                        |
| 27-5-2009                                                           | Tokyo                                                               | Giappone                                                            | 4 – 0                                                               | Cile                                                                | Amichevole                                                          | -                                                                   | Cap: M.Pinto                                                        |
| 29-5-2009                                                           | Chiba                                                               | Belgio                                                              | 1 – 1                                                               | Cile                                                                | Amichevole                                                          | Gary Medel                                                          | Cap: M.Iturra                                                       |
| 6-6-2009                                                            | Asunción                                                            | Paraguay                                                            | 0 – 2                                                               | Cile                                                                | Qual. Mondiali 2010                                                 | Matias Fernandez Humberto Suazo                                     | Cap: C.Bravo                                                        |
| 11-6-2009                                                           | Santiago                                                            | Cile                                                                | 4 – 0                                                               | Bolivia                                                             | Qual. Mondiali 2010                                                 | Jean Beausejour Marco Estrada 2 Alexis Sanchez                      | Cap: C.Bravo                                                        |
| 12-8-2009                                                           | Brøndby                                                             | Danimarca                                                           | 1 – 2                                                               | Cile                                                                | Amichevole                                                          | Esteban Paredes Alexis Sanchez                                      | Cap: M.Pinto                                                        |
| 6-9-2009                                                            | Santiago                                                            | Cile                                                                | 2 – 2                                                               | Venezuela                                                           | Qual. Mondiali 2010                                                 | Arturo Vidal Rodrigo Millar                                         | Cap: C.Bravo                                                        |
| 10-9-2009                                                           | Salvador de Bahia                                                   | Brasile                                                             | 4 – 2                                                               | Cile                                                                | Qual. Mondiali 2010                                                 | 2 Humberto Suazo 1 (rig.)                                           | Cap: C.Bravo                                                        |
| 11-10-2009                                                          | Medellín                                                            | Colombia                                                            | 2 – 4                                                               | Cile                                                                | Qual. Mondiali 2010                                                 | Waldo Ponce Humberto Suazo Jorge Valdivia Fabián Orellana           | Cap: C.Bravo                                                        |
| 15-10-2009                                                          | Santiago                                                            | Cile                                                                | 1 – 0                                                               | Ecuador                                                             | Qual. Mondiali 2010                                                 | Humberto Suazo                                                      | Cap: C.Bravo                                                        |
| 4-11-2009                                                           | Talcahuano                                                          | Cile                                                                | 2 – 1                                                               | Paraguay                                                            | Amichevole                                                          | Renato González Esteban Paredes                                     | Cap: R.Cereceda                                                     |
| 17-11-2009                                                          | Žilina                                                              | Slovacchia                                                          | 1 – 2                                                               | Cile                                                                | Amichevole                                                          | Gonzalo Jara Esteban Paredes                                        | Cap: C.Bravo                                                        |
| 19-1-2010                                                           | Coquimbo                                                            | Cile                                                                | 2 – 1                                                               | Panama                                                              | Amichevole                                                          | 2 Esteban Paredes                                                   | Cap: R.Millar                                                       |
| 1-4-2010                                                            | Temuco                                                              | Cile                                                                | 0 – 0                                                               | Venezuela                                                           | Amichevole                                                          | -                                                                   | Cap: R.Millar                                                       |
| 6-4-2010                                                            | Iquique                                                             | Cile                                                                | 2 – 0                                                               | Trinidad e Tobago                                                   | Amichevole                                                          | Pedro Morales Sebastian Toro                                        | Cap: R.Cereceda                                                     |
| 16-5-2010                                                           | Città del Messico                                                   | Messico                                                             | 1 – 0                                                               | Cile                                                                | Amichevole                                                          | -                                                                   | Cap: M.Fernandez                                                    |
| 26-5-2010                                                           | Calama                                                              | Cile                                                                | 3 – 0                                                               | Zambia                                                              | Amichevole                                                          | 2 Alexis Sanchez Jorge Valdivia                                     | Cap: C.Bravo                                                        |
| 30-5-2010                                                           | Chillán                                                             | Cile                                                                | 1 – 0                                                               | Irlanda del Nord                                                    | Amichevole                                                          | Esteban Paredes                                                     | Cap: M.Fernandez                                                    |
| 31-5-2010                                                           | Concepción                                                          | Cile                                                                | 3 – 0                                                               | Israele                                                             | Amichevole                                                          | Humberto Suazo Alexis Sanchez Rodrigo Tello                         | Cap: C.Bravo                                                        |
| 16-6-2010                                                           | Città del Capo                                                      | Honduras                                                            | 0 – 1                                                               | Cile                                                                | Mondiali 2010 - 1º turno                                            | Jean Beausejour                                                     | Cap: C.Bravo                                                        |
| 21-6-2010                                                           | Port Elizabeth                                                      | Cile                                                                | 1 – 0                                                               | Svizzera                                                            | Mondiali 2010 - 1º turno                                            | Mark González                                                       | Cap: C.Bravo                                                        |
| 25-6-2010                                                           | Pretoria                                                            | Cile                                                                | 1 – 2                                                               | Spagna                                                              | Mondiali 2010 - 1º turno                                            | Rodrigo Millar                                                      | Cap: C.Bravo                                                        |
| 28-6-2010                                                           | Soweto                                                              | Brasile                                                             | 3 – 0                                                               | Cile                                                                | Mondiali 2010 - Ottavi di finale                                    | -                                                                   | Cap: C.Bravo                                                        |
| 7-9-2010                                                            | Kiev                                                                | Ucraina                                                             | 2 – 1                                                               | Cile                                                                | Amichevole                                                          | Mauricio Isla                                                       | Cap: R.Millar                                                       |
| 9-10-2010                                                           | Abu Dhabi                                                           | Emirati Arabi Uniti                                                 | 0 – 2                                                               | Cile                                                                | Amichevole                                                          | Roberto Cereceda (rig.) Pedro Morales                               | Cap: R.Millar                                                       |
| 12-10-2010                                                          | Mascate                                                             | Oman                                                                | 0 – 1                                                               | Cile                                                                | Amichevole                                                          | Pedro Morales                                                       | Cap: R.Millar                                                       |
| 18-11-2010                                                          | Santiago                                                            | Cile                                                                | 2 – 0                                                               | Uruguay                                                             | Amichevole                                                          | Alexis Sanchez Arturo Vidal                                         | Cap: C.Bravo                                                        |
| 22-1-2011                                                           | Carson                                                              | Stati Uniti                                                         | 1 – 1                                                               | Cile                                                                | Amichevole                                                          | Esteban Paredes                                                     | Cap: F.Meneses                                                      |
| Totale                                                              |                                                                     | Presenze                                                            | 51                                                                  |                                                                     | Reti                                                                | 69                                                                  |                                                                     |

#### Nazionale uruguaiana nel dettaglio
| 2023-2025      | Uruguay        | Qual. Mondiali 2026 | da disputare   | 14 | 5  | 6  | 3 | 35,71 | 18 | 11 | +7  |
| giu.-lug. 2024 | Uruguay        | Copa América 2024   | 3º             | 6  | 3  | 2  | 1 | 50,00 | 11 | 4  | +7  |
| Dal 2023       | Uruguay        | Amichevoli          |                | 7  | 3  | 3  | 1 | 42,86 | 13 | 5  | +8  |
| Totale Uruguay | Totale Uruguay | Totale Uruguay      | Totale Uruguay | 27 | 11 | 11 | 5 | 40,74 | 41 | 19 | +22 |

#### Panchine da commissario tecnico della nazionale uruguaiana
| Cronologia completa delle presenze e delle reti in nazionale ― Uruguay | Cronologia completa delle presenze e delle reti in nazionale ― Uruguay | Cronologia completa delle presenze e delle reti in nazionale ― Uruguay | Cronologia completa delle presenze e delle reti in nazionale ― Uruguay | Cronologia completa delle presenze e delle reti in nazionale ― Uruguay | Cronologia completa delle presenze e delle reti in nazionale ― Uruguay | Cronologia completa delle presenze e delle reti in nazionale ― Uruguay                | Cronologia completa delle presenze e delle reti in nazionale ― Uruguay |
| Data                                                                   | Città                                                                  | In casa                                                                | Risultato                                                              | Ospiti                                                                 | Competizione                                                           | Reti                                                                                  | Note                                                                   |
| ---------------------------------------------------------------------- | ---------------------------------------------------------------------- | ---------------------------------------------------------------------- | ---------------------------------------------------------------------- | ---------------------------------------------------------------------- | ---------------------------------------------------------------------- | ------------------------------------------------------------------------------------- | ---------------------------------------------------------------------- |
| 15-6-2023                                                              | Montevideo                                                             | Uruguay                                                                | 4 – 1                                                                  | Nicaragua                                                              | Amichevole                                                             | Matías Arezo 2 Rodrigo Zalazar Brian Rodríguez                                        | Cap: M. Vina                                                           |
| 21-6-2023                                                              | Montevideo                                                             | Uruguay                                                                | 2 – 0                                                                  | Cuba                                                                   | Amichevole                                                             | Facundo Torres (rig.) Maximiliano Araújo                                              | Cap: S. Rochet                                                         |
| 8-9-2023                                                               | Montevideo                                                             | Uruguay                                                                | 3 – 1                                                                  | Cile                                                                   | Qual. Mondiali 2026                                                    | 2 Nicolás De La Cruz Federico Valverde                                                | Cap: S. Rochet                                                         |
| 12-9- 2023                                                             | Quito                                                                  | Ecuador                                                                | 2 – 1                                                                  | Uruguay                                                                | Qual. Mondiali 2026                                                    | Agustín Canobbio                                                                      | Cap: S. Rochet                                                         |
| 12-10-2023                                                             | Barranquilla                                                           | Colombia                                                               | 2 – 2                                                                  | Uruguay                                                                | Qual. Mondiali 2026                                                    | Mathías Olivera Darwin Núñez (rig.)                                                   | Cap: S. Rochet                                                         |
| 17-10-2023                                                             | Montevideo                                                             | Uruguay                                                                | 2 – 0                                                                  | Brasile                                                                | Qual. Mondiali 2026                                                    | Darwin Núñez Nicolás De La Cruz                                                       | Cap: S. Rochet                                                         |
| 16-11-2023                                                             | Buenos Aires                                                           | Argentina                                                              | 0 – 2                                                                  | Uruguay                                                                | Qual. Mondiali 2026                                                    | Ronald Araújo Darwin Núñez                                                            | Cap: S. Rochet                                                         |
| 22-11-2023                                                             | Montevideo                                                             | Uruguay                                                                | 3 – 0                                                                  | Bolivia                                                                | Qual. Mondiali 2026                                                    | 2 Darwin Núñez autorete                                                               | Cap: J. Giménez                                                        |
| 23-3-2024                                                              | Bilbao                                                                 | Uruguay                                                                | 1 – 1                                                                  | Paesi Baschi                                                           | Amichevole                                                             | Matias Vecino                                                                         | Cap: M. Vecino                                                         |
| 26-3-2024                                                              | Lens                                                                   | Uruguay                                                                | 1 – 2                                                                  | Costa d'Avorio                                                         | Amichevole                                                             | Federico Viñas                                                                        | Cap: F. Valverde                                                       |
| 1-6-2024                                                               | San José                                                               | Costa Rica                                                             | 0 – 0                                                                  | Uruguay                                                                | Amichevole                                                             | -                                                                                     |                                                                        |
| 6-6-2024                                                               | Denver                                                                 | Messico                                                                | 0 – 4                                                                  | Uruguay                                                                | Amichevole                                                             | 3 Darwin Núñez Facundo Pellistri                                                      | Cap: J. Giménez                                                        |
| 23-6-2024                                                              | Miami Gardens                                                          | Uruguay                                                                | 3 – 1                                                                  | Panama                                                                 | Coppa America 2024 - 1º turno                                          | Maximiliano Araújo Darwin Núñez Matias Vina                                           | Cap: F. Valverde                                                       |
| 27-6-2024                                                              | East Rutherford                                                        | Uruguay                                                                | 5 – 0                                                                  | Bolivia                                                                | Coppa America 2024 - 1º turno                                          | Facundo Pellistri Darwin Núñez Maximiliano Araújo Federico Valverde Rodrigo Bentancur | Cap: F. Valverde                                                       |
| 1-7-2024                                                               | Kansas City                                                            | Stati Uniti                                                            | 0 – 1                                                                  | Uruguay                                                                | Coppa America 2024 - 1º turno                                          | Mathías Olivera                                                                       | Cap: F. Valverde                                                       |
| 6-7-2024                                                               | Paradise                                                               | Uruguay                                                                | 0 – 0 dts (4-2 dtr)                                                    | Brasile                                                                | Coppa America 2024 - Quarti di finale                                  | -                                                                                     | Cap: F. Valverde                                                       |
| 10-7-2024                                                              | Charlotte                                                              | Uruguay                                                                | 0 – 1                                                                  | Colombia                                                               | Coppa America 2024 - Semifinale                                        | -                                                                                     | Cap: J. Giménez                                                        |
| 13-7-2024                                                              | Charlotte                                                              | Canada                                                                 | 2 – 2 dts (3-4 dtr)                                                    | Uruguay                                                                | Coppa America 2024 - Finale 3º posto                                   | Rodrigo Bentancur Luis Suárez                                                         | Cap: J. Giménez                                                        |
| 1-9-2024                                                               | Fort Lauderdale                                                        | Uruguay                                                                | 1 – 1                                                                  | Guatemala                                                              | Amichevole                                                             | Lucas Pino                                                                            | Cap: G. de Amores                                                      |
| 6-9-2024                                                               | Montevideo                                                             | Uruguay                                                                | 0 – 0                                                                  | Paraguay                                                               | Qual. Mondiali 2026                                                    | -                                                                                     | Cap: L. Suárez                                                         |
| 10-9-2024                                                              | Maturín                                                                | Venezuela                                                              | 0 – 0                                                                  | Uruguay                                                                | Qual. Mondiali 2026                                                    | -                                                                                     | Cap: S. Rochet                                                         |
| 12-10-2024                                                             | Lima                                                                   | Perù                                                                   | 1 – 0                                                                  | Uruguay                                                                | Qual. Mondiali 2026                                                    | -                                                                                     | Cap: F. Valverde                                                       |
| 15-10-2024                                                             | Montevideo                                                             | Uruguay                                                                | 0 – 0                                                                  | Ecuador                                                                | Qual. Mondiali 2026                                                    | -                                                                                     | Cap: J. Giménez                                                        |
| 15-11-2024                                                             | Montevideo                                                             | Uruguay                                                                | 3 – 2                                                                  | Colombia                                                               | Qual. Mondiali 2026                                                    | autorete Rodrigo Aguirre Manuel Ugarte                                                | Cap: J. Giménez                                                        |
| 20-11-2024                                                             | Salvador                                                               | Brasile                                                                | 1 – 1                                                                  | Uruguay                                                                | Qual. Mondiali 2026                                                    | Federico Valverde                                                                     | Cap: J. Giménez                                                        |
| 22-3-2025                                                              | Montevideo                                                             | Uruguay                                                                | 0 – 1                                                                  | Argentina                                                              | Qual. Mondiali 2026                                                    | -                                                                                     | Cap: J. Giménez                                                        |
| 25-3-2025                                                              | El Alto                                                                | Bolivia                                                                | 0 – 0                                                                  | Uruguay                                                                | Qual. Mondiali 2026                                                    | -                                                                                     | Cap: J. Giménez                                                        |
| Totale                                                                 |                                                                        | Presenze                                                               | 27                                                                     |                                                                        | Reti                                                                   | 41                                                                                    |                                                                        |

## Palmarès

### Club
- Campionato argentino: 3

Newell's Old Boys: 1990, 1992
Vélez Sársfield: Clausura 1998
- Seconda divisione inglese: 1

Leeds: 2020

### Nazionale
- Giochi olimpici: 1

Argentina: 2004